# جعفر شريعتمدار الأسترآبادي
الشيخ محمد جعفر شريعتمدار بن سيف الأسترآبادي الطهراني (1197 هـ - 1263 هـ). هو رجل دين وفقيه شيعي إيراني، ومصنِّف لعدد كبير من المصنَّفات، وكان من تلامذة علي الطباطبائي صاحب الرياض، وقد وردت ترجمته في كثير من كتب التراجم والسير، فقد ترجم له ووثَّقه من الشيعة: عباس القمي،(1) وعلي البروجردي،(2) وثقة الإسلام التبريزي،(3) وغيرهم.
كان الأسترآبادي مقيماً بكربلاء، ولكن على أثر محاصرة داوود پاشا لكربلاء وتخريبها؛ انتقل إلى طهران، وبقي فيها نحواً من عشر سنين، مشتغلاً بالإمامة والتدريس والقضاء والفتيا إلى آخر أيام حياته.

## مؤلفاته
للأسترآبادي مصنَّفات مختلفة باللغتين العربيَّة والفارسيَّة في الفقه، والأصول، والكلام، والرجال، والحديث، والتفسير، والرياضيات، والهيئة، وعلوم الأدب، والأخلاق، والخطابة، والوعظ، والأدعية والزيارات، وغير ذلك مما ينيف السبعين، ومنها:
| - حياة الأرواح. تعرَّض فيه للرد على الشيخيَّة، ثمَّ كتب حسن گوهر الحائري شرح حياة الأرواح في التعليق على مطالب الكتاب والردِّ على الأسترآبادي. - آب حيات. رسالة فارسيَّة مختصرة في أصول الدين مرتبة على خمسة أصول وكل أصل على خمسة مقامات كما ذكر الطهراني في الذريعة، ورسالته الأخرى الفلك المشحون يُقال لها أيضاً آب حيات. - الفلك المشحون. رسالة فارسيَّة في أصول الدين، وهي أكبر رسائله الخمس في أصول الدين. - ملاذ الأوتاد من تحقيقات الأستاذ. حاشيَّة على كتاب معالم الأصول. - الجامع المحمدي. رسالة عمليَّة فارسيَّة للمقلّدين. - القواعد الفقهية. - أنيس الواعظين وجليس الفائزين. مرتَّب على ثلاثين مجلسٍ، وعنوان كل مجلس آية من القرآن على ترتيب أجزائه الثلاثين. - أنيس الزاهدين وجليس العابدين. في التعقيبات وأدعية الساعات وبعض الأدعية المشهورة. - حل مشاكل القرآن. قال الطهراني أنَّه «في إصلاح وتفسير الكلمات المشكلة منه». - مواليد الأحكام. في فقه المذاهب الخمسة إلى كتاب الخمس. - البراهين القاطعة في شرح تجريد العقائد الساطعة. في شرح كتاب تجريد العقائد لنصير الدين الطوسي في ستَّة مجلَّدات، فالأوَّل منها في الأمور العامة، وسائر المجلَّدات في الأصول الخمسة؛ التوحيد العدل والنبوة والإمامة والمعاد. - تحفة العراق في علم الأخلاق. - مدائن العلوم. قال الطهراني في موسوعته الذريعة عند ذكره لهذا الكتاب أنَّه «مشتمل على عدة علوم مما يتوقف عليها الاجتهاد: اللغة والنحو والتصريف والمنطق والمعاني والبيان». | - أصل الأصول. رسالة عربيَّة في أصول الدين. - وصل الفصول. رسالة فارسيَّة في أصول الدين. - شاخ نبات. ترجمة فارسيَّة لرسالته العربيَّة في أصول الدين المسمَّاة أصل الأصول. - نجم الهداية. للأسترآبادي كتابان يُطلق عليهما عنوان نجم الهداية، فالأول كتبه بأمر فتح علي شاه في مقدِّمة وإثني عشر باباً وخاتمة في الأصول والفروع، وأمَّا الكتاب الثاني فهو رسالة فارسيَّة لعمل المقلِّدين ويسمَّى كذلك الجامع المحمدي. - مظاهر الأسرار في بيان وجوه إعجاز كلام الجبار. تفسيرٌ غير تام، فقد خرج منه تفسير سورة الفاتحة وشيء يسير بعدها. - لب الألباب. رسالة في الدراية والرجال، وقد يُقال لها لب اللباب. - ينابيع الحكمة في شرح نظم اللمعة. شرح عربي مزجي واستدلالي على التحفة القوامية في فقه الإمامية لقوام الدين القزويني الحلِّي، والتحفة القوامية منظومة لمطالب كتاب اللمعة الدمشقية. - مصابيح الأصول. في أصول الفقه في عدَّة مجلَّدات، وقد يُقال له مصابيح الدجى. - إيقاظ النائمين. قال عنه الطهراني أنَّه «في طرائف وظرائف فيها عظة واعتبار». - مائدة الزائرين. للأسترآبادي كتابان بهذا العنوان؛ واحدٌ كبير مبسوط، والآخر صغير مختصر. - شوارع الأعلام في شرح قواعد الأحكام. في شرح قواعد الأحكام. - ينبوع الدموع. مقتلان؛ أحدهما فارسي والآخر عربي. - الاعتقادات. كتب هذه الرسالة لتمييز الشيعة الإثني عشريَّة في الأصول والفروع عن الكيسانيَّة والزيديَّة والواقفيَّة وغيرها من الفرق التي يعمُّها عنوان الشيعة. - كنز العلوم. |

## وفاته
توفي بطهران في العاشر من شهر صفر 1263 هـ، ونقل جثمانه إلى النجف ودفن بها.

## الهوامش
- 1 - ذكره عباس القمي ضمن ترجمته لجعفر كاشف الغطاء في كتابه الكنى والألقاب فقال عنه ما نصّه: «كان (قدس سره) من أكابر الفقهاء والمجتهدين، شديد الورع والاحتياط».[30]

- 2 - ترجم البروجردي له في كتابه في طرائف المقال فقال ما نصّه: «كان عالماً جليلاً ومجتهداً نبيلاً».[31]

- 3 - أفرد له ثقة الإسلام التبريزي ترجمة في كتابه مرآة الكتب قائلاً عنه: «كان عالماً فاضلاً فقيهاً محتاطاً في العمل، بحيث يضرب المثل باحتياطاته».[32]